# Joaquín Reyes Chávez
Joaquín Reyes Chávez (* 20. Februar 1978 in Torreón, Coahuila) ist ein ehemaliger mexikanischer Fußballspieler, der meistens im Mittelfeld agierte. 

## Leben

### Verein
Reyes begann seine Karriere als Profifußballspieler in der Saison 1999/00 beim Zweitligisten Real Sociedad de Zacatecas. Im Sommer 2000 wechselte er zum Erstligisten Santos Laguna, für den er sein Debüt in der Primera División in einem am 20. Juli 2000 ausgetragenen Spiel beim Puebla FC gab, das die Laguneros mit 1:2 verloren. Sein erstes Tor in der höchsten mexikanischen Spielklasse gelang ihm im Heimspiel gegen die Tecos de la UAG, das mit 3:1 gewonnen wurde und in dem Reyes der Treffer zum Pausenstand von 2:1 in der 41. Minute gelang. Im Torneo Verano 2001, dem Rückrundenturnier der Saison 2000/01, gewann er mit den Laguneros den Meistertitel. 

### Nationalmannschaft
Im Zeitraum zwischen dem 30. Mai 2001 (0:2 gegen Australien) und dem 27. Januar 2002 (2:4 im Elfmeterschießen gegen Südkorea) absolvierte Reyes sechs Länderspieleinsätze für die mexikanische Nationalmannschaft im Rahmen des Konföderationen-Pokals 2001, der Copa América 2001 und des CONCACAF Gold Cup 2002.

## Erfolge
- Mexikanischer Meister: Verano 2001